# Schackensleben
Schackensleben là một đô thị ở huyện Börde thuộc bang Sachsen-Anhalt, nước Đức. Đô thị Schackensleben có diện tích 11,66 km², dân số thời điểm ngày 31 tháng 12 năm 2006 là 715 người.